# Endgame (jeu vidéo)
Pour les articles homonymes, voir Endgame.
Endgame est un jeu vidéo de tir au pistolet développé par Cunning Developments et édité par Empire Interactive, sorti en 2002 sur PlayStation 2.

## Accueil
- Jeux vidéo Magazine : 12/20[1]
- Jeuxvideo.com : 13/20[2]